# Hieracium oletatum
Hieracium oletatum là một loài thực vật có hoa trong họ Cúc. Loài này được (Johanss. & Sam.) T.Tyler mô tả khoa học đầu tiên năm 2005.